# Rival Sons
I Rival Sons sono un gruppo rock blues statunitense, fondato a Long Beach nel 2008.

## Storia
I Rival Sons nascono nel 2008 dal chitarrista Scott Holiday, dal batterista Micheal Mike Miley e dal bassista Robin Everhart. Mike aveva sentito parlare del cantante Jay Buchanan e decise con gli altri ragazzi di contattarlo su myspace: sebbene il primo tentativo fallì, riuscirono comunque a convincerlo a far parte della band. Firmarono presto un contratto con l'Atlantic Record che lasciarono subito dopo. Rimasti senza etichetta discografica, pubblicarono digitalmente il loro primo album auto-prodotto Before The Fire nel 2009. Un anno dopo si fecero strada aprendo per gli AC/DC, Alice Cooper, Kid Rock e nello show televisivo The Indianapolis 500. L'etichetta metal britannica Earache Records si interessò ai ragazzi e firmarono un contratto nel 2010.
Nel febbraio 2011 hanno pubblicato il loro omonimo primo EP su Itunes, presto seguito dal loro intero album Pressure and Time nel giugno 2011. La copertina di quest'ultimo fu disegnata da Storm Thorgerson, lo stesso disegnatore della famosissima copertina di Dark Side Of The Moon dei Pink Floyd. L'album è stato scritto, registrato e mixato in soli venti giorni a Los Angeles. Con Pressure And Time la band ha suonato in festival come Sonisphere, T in the Park, Rock Wercher e Arras, inoltre nel 2011 la band ha fatto da supporto ai Judas Priest.
Nel febbraio 2012 si recano negli studio Honey Pie in Nashville, Tennessee, di nuovo per soli 20 giorni per registrare il nuovo album con Dave Cobb e Vance Powell. L'album Head Down è stato pubblicato nel settembre 2012 ricevendo critiche positive da riviste come Classic Rock. Un tour completamente sold-out seguì a settembre e ottobre, la band concluse l'anno vincendo i premi Breakthrough Act of the Year per Classic Rock e Best New Band nel sondaggio di Planet Rock.
Nell'agosto 2013 il bassista Robin Everhart lascia la band, il suo posto viene preso da Dave Beste.
Nel gennaio 2014 i Rival Sons sono tornati in studio a Nashville con Dave Cobb per produrre il loro quarto album Great Western Valkyrie che esce nel giugno dello stesso anno. L'album ha ricevuto una candidatura come "Album dell'anno 2014" da Classic Rock Magazine.

## Formazione

### Formazione attuale
- Jay Buchanan – voce
- Scott Holiday – chitarra
- David Baste – basso
- Mike Miley – batteria

### Ex componenti
- Robin Everhart - basso (2008-2013)

### Turnisti
- Todd Ögren-Brooks - tastiera (2014-presente)

## Discografia

### Album in studio
- 2009 – Before the Fire
- 2011 – Pressure and Time
- 2012 – Head Down
- 2014 – Great Western Valkyrie
- 2016 – Hollow Bones
- 2019 – Feral Roots
- 2023 – Darkfighter
- 2023 – Lightbringer

### EP
- 2011 – Rival Sons